# Casper (Wyoming)
Casper és la ciutat i seu del Comtat de Natrona, a l'estat de Wyoming dels Estats Units d'Amèrica.

## Demografia
Segons el cens del 2010, Casper tenia 53.569 habitants. Al cens del 2000, tenia 49.644 habitants, 20.343 habitatges, i 13.141 famílies. La densitat de població era de 800,3 habitants/km².
Dels 20.343 habitatges en un 31,8% hi vivien nens de menys de 18 anys, en un 49,6% hi vivien parelles casades, en un 11,1% dones solteres, i en un 35,4% no eren unitats familiars. En el 29,1% dels habitatges hi vivien persones soles el 10,2% de les quals corresponia a persones de 65 anys o més que vivien soles. El nombre mitjà de persones vivint en cada habitatge era de 2,38 i el nombre mitjà de persones que vivien en cada família era de 2,94.
Per edats la població es repartia de la següent manera: un 25,9% tenia menys de 18 anys, un 10,5% entre 18 i 24, un 27,7% entre 25 i 44, un 22,3% de 45 a 60 i un 13,6% 65 anys o més.
L'edat mitjana era de 36 anys. Per cada 100 dones de 18 o més anys hi havia 91,6 homes.
La renda mitjana per habitatge era de 36.567 $ i la renda mediana per família de 46.267 $. Els homes tenien una renda mediana de 34.905 $ mentre que les dones 21.810 $. La renda per capita de la població era de 19.409 $. Entorn del 8,5% de les famílies i l'11,4% de la població estaven per davall del llindar de pobresa.

## Poblacions properes
El següent diagrama mostra les poblacions més properes.